# James B. Story
James Broward Story (Moncks Corner, 1971) es un diplomático estadounidense, embajador de Estados Unidos en Venezuela desde noviembre de 2020, aunque ya se venía desempeñando como encargado de negocios desde julio de 2018. Desde agosto de 2019 se encuentra al frente de la Oficina Externa de los Estados Unidos para Venezuela, establecida en la embajada de los Estados Unidos en Bogotá (Colombia), tras el retiro de los diplomáticos estadounidenses en Caracas en marzo de 2019.

## Biografía
Nacido en Moncks Corner (Carolina del Sur), asistió a la Universidad de Carolina del Sur, obteniendo una licenciatura en estudios interdisciplinarios. Posteriormente realizó una maestría en servicio exterior en la Universidad de Georgetown.
Se unió al servicio exterior de Estados Unidos, siendo subdirector principal y jefe de asuntos políticos y económicos en Brasilia (Brasil); director de asuntos ambientales para América del Sur en Washington D. C.; miembro de la oficina de conservación marina en la Oficina de Océanos, Medio Ambiente Internacional y Asuntos Científicos del Departamento de Estado; funcionario de asuntos políticos y económicos en Maputo (Mozambique) y funcionario consular en Guadalajara (México). También fue asistente del personal en la misión permanente de Estados Unidos ante las Naciones Unidas.
Fue Director de la Oficina de Asuntos Internacionales de Narcóticos y Cumplimiento de la Ley del Departamento de Estado para el Hemisferio Occidental, siendo también director de la misma agencia estatal en Bogotá (Colombia). Fue representante civil en Afganistán y Cónsul General de Estados Unidos en Río de Janeiro (Brasil).
En 2018 fue asignado a la embajada estadounidense en Caracas (Venezuela) como subordinado del encargado de negocios Todd D. Robinson, quien fue expulsado por Nicolás Maduro en mayo de dicho año, quedando Story a cargo de la misión como encargado de negocios desde julio de 2018. Buscó mejorar las relaciones bilaterales, estableciendo contactos con funcionarios venezolanos.
El 23 de enero de 2019, Nicolás Maduro dio 72 horas a todos los diplomáticos estadounidenses para que se retiraran de Caracas, luego de que Estados Unidos reconociera a Juan Guaidó como presidente interino. Ocho meses después, en agosto de 2019, el Departamento de Estado creó la Oficina Externa de los Estados Unidos para Venezuela en la embajada de los Estados Unidos en Bogotá (Colombia) como continuidad de la misión diplomática en Caracas. En diciembre de 2019, Nicolás Maduro lo acusó de formar parte de un plan conspirativo para tomar instalaciones militares.
El 7 de mayo de 2020, Donald Trump anunció su nombramiento como embajador en Venezuela, lo cual fue confirmado por el senado en noviembre de ese año. Anteriormente, Story era el encargado de negocios de la embajada de EE. UU. en Venezuela hasta enero de 2019, cuando Nicolás Maduro rompió las relaciones por su reconocimiento a Juan Guaidó, desde entonces se encontró al frente de la misión con ese rango hasta mayo de 2023.